# 구례동중학교
구례동중학교(求禮東中學校)는 대한민국 전라남도 구례군 토지면 파도리에 있는 공립 중학교이다.

## 학교 연혁
- 1969년 10월 14일 : 구례동중학교 설립 인가
- 1970년 3월 16일 : 개교 및 입학식
- 2024년 2월 7일 : 제52회 7명 졸업(총 6,249명)
- 2024년 3월 1일 : 제23대 박철완 교장 부임
- 2024년 3월 4일 : 2024학년도 신입생 입학(6명)

## 참고 자료
- 구례동중학교 - 한국교육학술정보원 학교알리미